# Gesaku
Gesaku (戯作 hoặc 戯作, 戯作 và 戯作 (Hý Tác)) là một phong cách, thể loại hoặc trường phái văn học Nhật Bản. Theo nghĩa đương đại đơn giản nhất, bất kỳ tác phẩm văn học nào có tính chất vui tươi, chế giễu, đùa giỡn, ngớ ngẩn hoặc phù phiếm có thể được gọi là gesaku. Không giống như những người tiền nhiệm trong lĩnh vực văn học, các nhà văn gesaku đã không phấn đấu cho vẻ đẹp và hình thức hoàn hảo trong các tác phẩm của họ, mà là để được chấp nhận phổ biến.  Các nhà văn Gesaku phụ thuộc vào việc kiếm sống bằng việc bán sách của họ. Giống như các tạp chí và sách nổi tiếng của thế kỷ 21, sản phẩm của họ nhắm đến công chúng càng rộng càng tốt.  Khi một cuốn sách thành công, nó thường được theo sau bởi nhiều phần tiếp theo mà khán giả sẽ chịu đựng.
Một thể loại tiểu thuyết gesaku hài hước rất nổi tiếng là Tōkaidōchū Hizakurige của Jippensha Ikku, câu chuyện về những chuyến du hành và những cuộc phiêu lưu tát của hai người đàn ông vô tư từ Edo dọc theo Tokaido, đường cao tốc rộng lớn giữa Kyoto và Edo.
Trong lịch sử, một nhóm cụ thể của các nhà văn Nhật Bản cuối thời Edo có tác phẩm phản ánh phong cách vui tươi, giọng nói đùa và có lẽ hoài nghi, và sự bất đồng với các quy tắc thông thường, được gọi là gesaku.